# Tennys Sandgren
Tennys Sandgren (Gallatin, 22 de juliol de 1991) és un tennista professional estatunidenc que ha desenvolupat la seva carrera principalment en el circuit ATP Challenger Tour.
En el seu palmarès hi ha un títol del circuit ATP i va arriba al 41è lloc del rànquing individual.

## Biografia
Fill de Lia Lourens, d'origen sud-africà, i David Sandgren. Els seus pares es van conèixer a Johannesburg però en casar-se es van establir a Tennessee l'any 1988. El seu germà gran, Davey, també fou tennista.
Va estudiar a la University of Tennessee i va competir amb l'equip de tennis universitari a la NCAA durant dos anys amb molt resultats, esdevenint el tercer tennista amb millor percentatge de victòries de la història d'aquesta universitat.

## Palmarès

### Individual: 2 (1−1)
| Llegenda                          |
| --------------------------------- |
| Grand Slams (0−0)                 |
| ATP Finals (0−0)                  |
| ATP World Tour Masters 1000 (0−0) |
| ATP World Tour 500 (0−0)          |
| ATP World Tour 250 (1−1)          |

| Títols per superfície |
| --------------------- |
| Dura (1−0)            |
| Gespa (0−0)           |
| Terra batuda (0−1)    |

| Resultat  | Núm. | Data               | Torneig                | Superfície   | Oponent        | Marcador         |
| --------- | ---- | ------------------ | ---------------------- | ------------ | -------------- | ---------------- |
| Finalista | 1.   | 15 d'abril de 2018 | Houston, Estats Units  | Terra batuda | Steve Johnson  | 6−7(2), 6−2, 4−6 |
| Guanyador | 1.   | 6 de gener de 2019 | Auckland, Nova Zelanda | Dura         | Cameron Norrie | 6−4, 6−2         |

### Dobles: 1 (0−1)
| Llegenda                          |
| --------------------------------- |
| Grand Slams (0−0)                 |
| ATP Finals (0−0)                  |
| ATP World Tour Masters 1000 (0−0) |
| ATP World Tour 500 (0−0)          |
| ATP World Tour 250 (0−1)          |

| Títols per superfície |
| --------------------- |
| Dura (0−1)            |
| Gespa (0−0)           |
| Terra batuda (0−0)    |

| Resultat  | Núm. | Data               | Torneig                     | Superfície | Parella         | Oponents                  | Marcador            |
| --------- | ---- | ------------------ | --------------------------- | ---------- | --------------- | ------------------------- | ------------------- |
| Finalista | 1.   | 24 d'agost de 2019 | Winston-Salem, Estats Units | Dura       | Nicholas Monroe | Łukasz Kubot Marcelo Melo | 7−6(6), 1−6, [3−10] |

## Trajectòria

### Individual
| Open d'Austràlia | A   | A           | QF          | 1R          | QF          | 1R | 0 / 4   | 8 – 4   |
| Roland Garros | A   | 1R          | 1R          | 1R          | 2R          | 1R | 0 / 5   | 1 – 5   |
| Wimbledon | A   | A           | 1R          | 4R          | NC          | 2R | 0 / 3   | 4 – 3   |
| US Open | A   | 1R          | 2R          | 3R          | 1R          | 1R | 0 / 5   | 3 – 5   |
| Jocs Olímpics | A   | No celebrat | No celebrat | No celebrat | No celebrat | 1R | 0 / 1   | 0 − 1   |
| Total Victòries–Derrotes                                                                                                   | 0−0 | 2−6         | 16−20       | 13−17       | 8−13        |    | 40 – 58 | 40 – 58 |
| Rànquing a final d'any | 191 | 96          | 61          | 68          | 49          |    |         |         |
| Llegenda: G: Guanyador; F: Finalista; SF: Semifinalista; QF: Quarts de final; Q: Qualificació; A: Absent; RR: Round Robin; |     |             |             |             |             |    |         |         |

### Dobles masculins
| Open d'Austràlia | A   | A   | A   | A           | A           | 1R          | 2R          | 2R | 0 / 3   | 2 – 3   |
| Roland Garros | A   | A   | A   | A           | 1R          | A           | 1R          | 2R | 0 / 3   | 1 – 3   |
| Wimbledon | A   | A   | A   | A           | A           | A           | NC          | 1R | 0 / 1   | 0 – 1   |
| US Open | 1R  | A   | A   | A           | QF          | 1R          | A           |    | 0 / 3   | 3 – 3   |
| Jocs Olímpics | NC  | NC  | A   | No celebrat | No celebrat | No celebrat | No celebrat | 4t | 0 / 2   | 3 − 2   |
| Total Victòries–Derrotes                                                                                                   | 0−1 | 0−0 | 0−0 | 0−0         | 4−5         | 4−8         | 2−4         |    | 11 – 20 | 11 – 20 |
| Rànquing a final d'any | 316 | 194 | 347 | 444         | 152         | 261         | 229         |    |         |         |
| Llegenda: G: Guanyador; F: Finalista; SF: Semifinalista; QF: Quarts de final; Q: Qualificació; A: Absent; RR: Round Robin; |     |     |     |             |             |             |             |    |         |         |